# Perdita rivalis
Perdita rivalis är en biart som beskrevs av Timberlake 1958. Perdita rivalis ingår i släktet Perdita och familjen grävbin. Inga underarter finns listade i Catalogue of Life.